# Arén
Arén – gmina w Hiszpanii, w prowincji Huesca, w Aragonii, o powierzchni 119,32 km². W 2011 roku gmina liczyła 362 mieszkańców.